# Verbo preposicional (inglés)

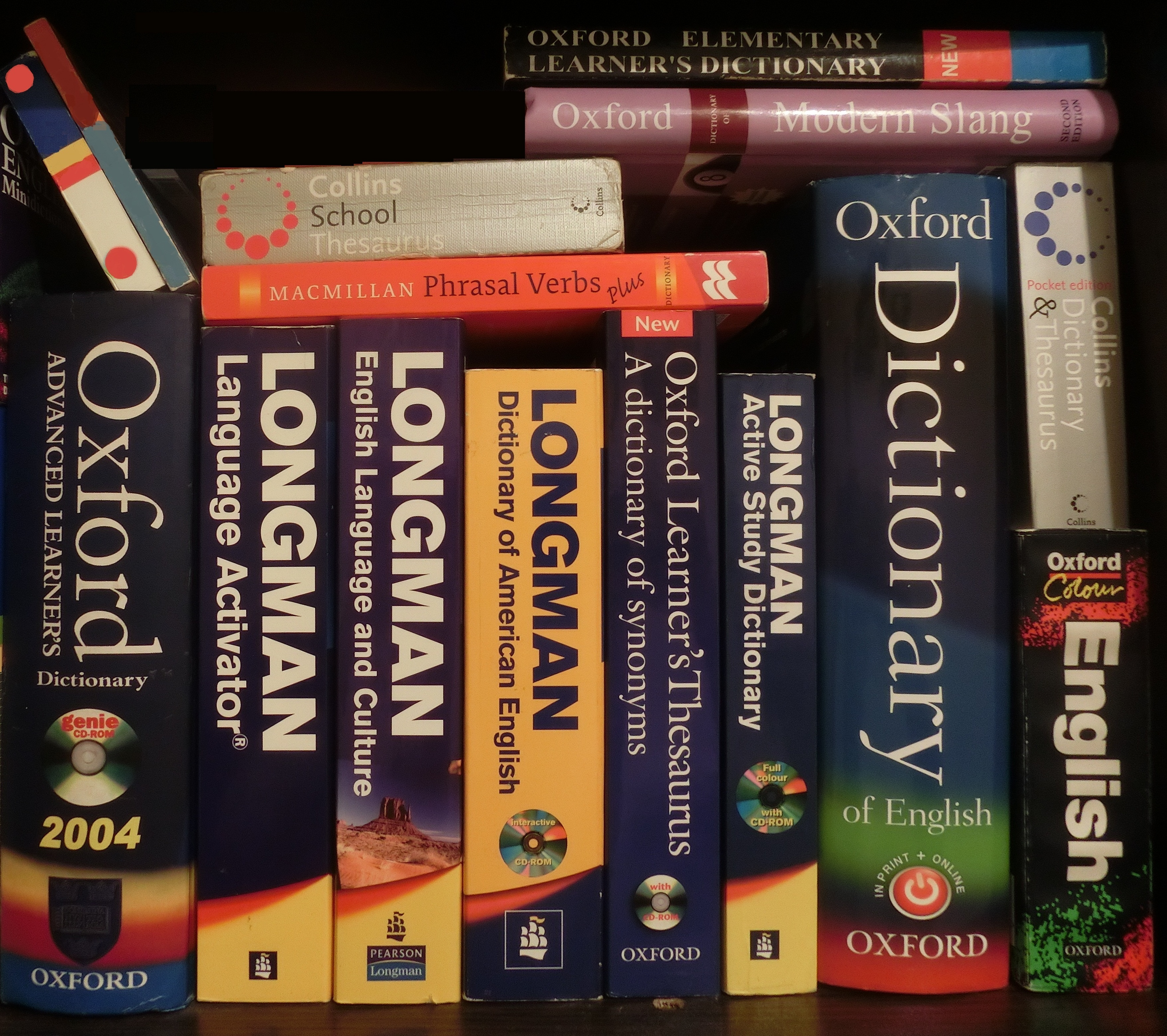
Colección de diccionarios de inglés.

En la gramática tradicional inglesa, un phrasal verb es una locución verbal formada específicamente por un verbo y una partícula, pudiendo ser esta un adverbio o una preposición (por ejemplo: look up, turn down, run away); a veces, coaparece una preposición adicional (por ejemplo: look forward to, get away with, look in on).
Al ser locuciones verbales, su significado no se deduce directamente de las palabras que las conforman; un ejemplo sería el verbo look (mirar) que, al combinarse con la partícula up (arriba), pasa a significar «buscar» o «mejorar» dependiendo del contexto.
Se utilizan más en el habla, cotidiana que en la escritura formal.
A menudo, un phrasal verb se traduce con una única palabra a otros idiomas. Por ejemplo, to get up se traduce al español por «levantarse»; al portugués, por «levantar», etc. No obstante, en muchos casos, un phrasal verb también tiene un sinónimo en inglés que deriva del latín.

## Terminología
En 1900, Frederick Schmidt se refirió a los verbos con partículas en los escritos del inglés medio de Reginald Pecock como phrasal verbs, aunque aparentemente no tenía la intención de que este se convirtiera en un término técnico. La popularización de este término se le atribuye a Logan Pearsall Smith en su obra Words and Idioms (1925), donde menciona que Henry Bradley, editor del Oxford English Dictionary (OED), fue quien se lo sugirió.
Este, término se utiliza principalmente en la enseñanza del inglés como segunda lengua. Algunos libros, de texto aplican el concepto de phrasal verb principalmente a los verbos que incluyen partículas, con el fin de diferenciarlos de los verbos con régimen preposicional, los cuales son verbos que requieren una preposición específica para completar su significado (por ejemplo: listen to, depend on, break into). Otros, en cambio, incluyen a ambos dentro de la misma categoría, distinguiéndolos como dos tipos de phrasal verbs. Dado que un sintagma preposicional puede complementar un verbo con partícula, algunas explicaciones identifican tres tipos de phrasal verbs, dependiendo de si el verbo se combina con una partícula, un sintagma preposicional o ambos. Sin embargo, el tercer tipo no representa un fenómeno lingüístico distinto. Por último, cabe destacar que algunos lingüistas rechazan por completo el uso de este término.

## Tipos dephrasal verbs
- Verbo + partícula
- Verbo + preposición
- Verbo + partícula + preposición

## Phrasal verbsmás utilizados
En un registro cotidiano, los phrasal verbs más utilizados son:
| - Break down - Call in - Call off - Calm down - Carry on - Carry out - Check in - Check off - Check on - Check out - Climb out - Come across - Come back - Come up - Cross out - Cut out - Dive in - Do up - Drive away - Drive in - Drive into - Drive off - Drive on - Drop in | - Drop out - Eat out - Fill in - Fill out - Find out - Get by - Get in - Get on - Get out - Give up - Join in - Join up - Keep up - Leave out - Let in - Lock out - Look forward - Look into - Look out - Look up - Make up - Move in - Pick up - Plug away | - Plug in - Plug up - Put down - Put on - Put up - Rub out - Run away - Set off - Speak out - Take after - Take in - Take off - Take up - Tick off - Try on - Turn around - Turn off - Turn on - Turn round - Turn up - Walk out - Warm up - Write down |

### Verbo más adverbio
Los phrasal verbs que contienen una partícula como up (considerada por algunos como adverbio y por otros como preposición) se denominan «verbos con partículas». Estos están relacionados con los verbos separables en otras lenguas germánicas y pueden clasificarse principalmente en dos tipos: intransitivos y transitivos.
Un verbo con partícula **intransitivo** no admite complemento directo. Ejemplo:
- “When I entered the room, he looked up.”

Un verbo con partícula **transitivo** sí admite complemento directo, además de la partícula. En este caso, el complemento puede colocarse antes o después de la partícula. No obstante, cuando el complemento es extenso, es común situar la partícula inmediatamente después del verbo:
- "Switch off the light."
- "Switch the light off."
- "Switch off the lights in the hallway next to the bedroom in which the president is sleeping."

En ciertos verbos transitivos, la partícula **debe ir inmediatamente después del verbo** y no puede separarse. Estos se conocen como phrasal verbs inseparables:
- "The gas gave off fumes." (Incorrecto: *The gas gave fumes off.)

Otros verbos requieren que el **complemento se coloque entre el verbo y la partícula**, incluso si dicho complemento es largo:
- "I cannot tell the Beatles apart." (Incorrecto: *I cannot tell apart the Beatles.)
- "I cannot tell the various members of the band called the Beatles apart."

En todos los casos de verbos transitivos, cuando el complemento es un **pronombre**, este debe colocarse **antes de la partícula**, con una única excepción (ver más abajo):
- "Switch it off." (Incorrecto: *Switch off it.)
- "The smell put them off." (Incorrecto: *Put off them.)
- "They let him through." (Incorrecto: *They let through him.)

La excepción se da cuando el complemento se enfatiza mediante contraste:
- "Figure out THESE, not THOSE."

### Verbo más preposición
Los **verbos preposicionales** son aquellos que requieren una preposición, la cual siempre debe ir seguida de su complemento. Estos verbos se comportan de manera distinta a los phrasal verbs con partículas, ya que incluso cuando el complemento es un pronombre, este permanece después de la preposición:
- "On Fridays, we look after our grandchildren."
- "We look after them." (Incorrecto: *Look them after.)

### Verbo más adverbio y preposición
También existen construcciones en las que el verbo va seguido de un **adverbio y una preposición**. En estos casos, el verbo puede o no requerir un complemento. Algunos ejemplos incluyen:
- Catch up with
- Come up against
- Face up to
- Get away with
- Get on with
- Look down on
- Look forward to
- Look out for
- Look up to
- Put up with
- Watch out for

## Tipos de verbo
Hay básicamente seis tipos de verbo que se utilizan para formar phrasal verbs:
- Verbos de movimiento (normalmente un monosílabo y de origen anglosajón): go; come, run; walk;
- Verbos con significados indefinidos o múltiples (normalmente monosílabas): get; put; take; make; do;
- Verbos utilizados para invitar y dar órdenes: invite (invite out); let (let off; let out, etc.);
- Verbos derivados de adjetivos: dry (dry off; dry out; dry up); brighten (brighten up); flatten (flatten out; flatten off);
- Verbos derivados de sustantivos: chalk (chalk up); brick (brick up);
- Verbos de origen latín: contract out; level off.
- Sin complemento: The driver 'got off to' a flying start.

- Con complemento: Onlookers 'put the accident down to' the driver’s loss of concentration.

- Otros ejemplos: get on with somebody; put up with somebody/something; run out of something; look forward to somebody/something.